# William Goh
William Goh Seng Chye (Singapur, 25. lipnja 1957.) singapurski je prelat Katoličke Crkve koji služi kao nadbiskup Singapura od 2013. godine.
Papa Franjo je 29. svibnja 2022. objavio da planira imenovati Goha kardinalom na konzistoriju zakazanom za 27. kolovoza. Papa Franjo ga je 27. kolovoza imenovao svećenikom kardinalom dodijelivši mu naslov Santa Maria Regina Pacis a Ostia Lido. Goh je prvi kardinal iz Singapura.